# Guglielmo di Capua
Guglielmo di Capua (Capua, 1320/1330 – Roma, 23 luglio 1389) è stato un cardinale italiano.

## Biografia
Figlio di Roberto di Capua, conte di Altavilla, e di Francesca Caetani; era anche parente del cardinale Ludovico di Capua. Guglielmo era chiamato il Cardinale di Salerno o Cardinale d'Altavilla.
Guglielmo fu nominato arcivescovo di Salerno nel 1378. Verso il 1383 fu creato cardinale diacono di Santa Maria in Cosmedin e continuò a mantenere l'amministrazione di Salerno fino alla sua morte. Divenne in seguito cardinale protodiacono. Nel 1384 optò per l'ordine dei cardinali presbiteri e per il titolo di  Santo Stefano al Monte Celio. Fu legato a Perugia e poi tornò a Roma il 28 gennaio 1389 con papa Urbano VI, che stava rientrando da Lucca.
Morì a Roma il 23 luglio successivo.